# محمد سرواشي
محمد سرواشي (مواليد 14 مايو 1999) لاعب كرة قدم إماراتي يجيد اللعب في الظهير الأيسر في النادي العربي.
مثل نادي النصر في الفئات السنية إلى أن وصل للفريق الأول في عام 2017 و أعير إلى نادي عجمان في صيف 2020 و وقع مع النادي العربي في عام 2023.